# موريل هورتيس هويري
موريل هورتيس هويري (بالفرنسية: Muriel Hurtis-Houairi)‏ هي عدائة مسافات قصيرة فرنسية ولدت في يوم 25 مارس 1979 في باريس، إختصت بسباقات 100 و200، أبرز إنجازاتها هو فوزها بالميدالية البرونزية في دورة الألعاب الأولمبية الصيفية 2004 في أثينا في سباق 4×100 متر، كما فازت بالميدالية البرونزية في بطولة العالم لألعاب القوى 2003 في باريس في سباق 200، وفازت بالميدالية الذهبية في بطولة العالم لألعاب القوى 2003 في باريس في سباق 4×100 متر وفازت بالميدالية الفضية بنفس المنافسة في بطولة العالم لألعاب القوى 1999 في إشبيلية وبطولة العالم لألعاب القوى 2001 في إدمونتون وفازت بالميدالية البرونزية في بطولة العالم لألعاب القوى 2015 في موسكو في سباق 4×400 متر، فازت أيضاً ب3 ميداليات ذهبية في بطولة أوروبا لألعاب القوى 2002 في ميونخ وسباق 4×100 متر تتابع، فازت أيضاً بالميدالية الذهبية في بطولة أوروبا لألعاب القوى 2014 في زيورخ في سباق 4×400 متر. موريل هي صاحبة الرقم الوطني لفرنسا في سباق 200 متر داخل الصالات 22.49 ثانية.

## روابط خارجية
- موريل هورتيس هويري على موقع الاتحاد الدولي لألعاب القوى (الإنجليزية)
- موريل هورتيس هويري على موقع الاتحاد الفرنسي لألعاب القوى (الفرنسية)
- موريل هورتيس هويري على موقع الدوري الماسي (الإنجليزية)
- موريل هورتيس هويري على موقع أوليمبيديا (الإنجليزية)
- موريل هورتيس هويري على موقع اللجنة الأولمبية الفرنسية (مؤرشف) (الفرنسية)